# Odiseo Bichir
Odiseo Bichir, né le 3 mai 1960 à Mexico est un acteur mexicain de cinéma et de télévision. Il fait partie de la famille Bichir.

## Filmographie

### À la télévision
- 1977 : La Venganza
- 1977 : Pacto de amor
- 1979 : J.J. Juez
- 1986 : El Padre Gallo
- 1988 : Monte Calvario
- 1989 : Carrusel
- 1990 : La Fuerza del amor
- 1991 : La Pícara soñadora
- 1991 : Valeria y Maximiliano
- 1993 : Entre la vida y la muerte
- 1994 : Mujer, casos de la vida real
- 1994 : Más allá del puente
- 1994 : Caminos cruzados
- 1995 : María la del barrio
- 1996 : Sombra del otro
- 1997 : La Antorcha encendida
- 1999 : El Diario de Daniela
- 2001 : Amigos X siempre
- 2001 : Aventuras en el tiempo
- 2004 : Amarte es mi pecado
- 2006 : Mundo de fieras : Don Tiberio Cervantes
- 2010 : Cuando me enamoro
- 2012 : La mujer del vendaval
- 2016 : La Doña: Lázaro Hernández

### Au cinéma
- 1986 : Frida, naturaleza viva de Paul Leduc
- 1989 : Un Lugar en el sol d'Arturo Velazco
- 1991 : Policía secreto d'Arturo Velazco
- 1994 : Peor es nada de Javier Bourges
- 1995 : La Casa del abuelo de Dora Guerra
- 1995 : Algunas nubes de Carlos García Agraz
- 1999 : Crónica de un desayuno de Benjamín Cann
- 1999 : Pas de lettre pour le colonel (El coronel no tiene quien le escriba) d'Arturo Ripstein
- 1999 : Un Dulce olor a muerte de Gabriel Retes
- 2000 : Rogelio de Guillermo Arriaga
- 2001 : Corazones rotos de Rafael Montero
- 2001 : Antigua vida mía de Héctor Olivera
- 2002 : Ciudades oscuras de Fernando Sariñana
- 2007 : Mosquita muerta de Joaquín Bissner
- 2009 : Las Bicicletas de José Luis Solís